# Ковальчук Борис Іванович
Бори́с Іва́нович Ковальчу́к  (* 5 листопада 1937, Городок (тоді Кам'янець-Подільська область — † 24 липня 2011, Київ) — український вчений-механік, знавець міцності матеріалів і конструкцій, 1970 — кандидат, 1983 — доктор технічних наук, 1990 — професор, 1997 — лауреат Державної премії України у галузі науки і техніки, 2001 — заслужений діяч науки і техніки України.

## Короткий життєпис
1960 року закінчив механічний факультет Львівського політехнічного інституту за спеціальністю «Технологія машинобудування».
У 1960—1966 роках працював інженером-конструктором на Київському заводі верстатів-автоматів ім. М.Горького.
У 1966 році перейшов до праці в Академію Наук УРСР: аспірант, молодший, старшій науковий співробітник. З 1984 року по 1987 — завідувач лабораторії пластичності Інституту проблем міцності АН УРСР.
З 1987 року працював в Київському політехнічному інституті штатним професором кафедри динаміки, міцності машин та опору матеріалів.
1988 року увійшов до складу редакційної колегії міжнародного науково-технічного журналу «Проблеми міцності».
У своїй науковій діяльності приділяв увагу:
- розвитку експериментальних методів механіки деформівного твердого тіла,
- дослідженням процесів деформування і руйнування матеріалу за складного напруженого стану в широкому діапазоні температур,
- розробці математичних моделей пластичного деформування і критеріїв граничного стану конструкційних матеріалів різних класів.

В 1998—2004 роках входив до складу експертної ради ВАК України — з машинознавства та загального машинобудування.
За його участі в Інституті проблем міцності НАН України ім. Г. С. Писаренка створено цінне експериментальне обладнання — з автоматизованими системами керування та обробки експериментальних результатів. Використовується для визначення механічних характеристик матеріалів та оболонкових елементів конструкцій — при складних умовах термомеханічного навантаження, таких як: нормальні, низькі та підвищені температури.
Є автором більше 200 наукових публікацій, з них 6 монографій, підручників і довідників, співавтор збірника задач з опору матеріалів — 2008.
Зареєстровано 5 винаходів, кілька методичних рекомендації — рівня стандартів тодішнього СРСР, та державних стандартів України.
Як педагог викладав спеціальності «динаміка і міцність машин», «опір матеріалів», «деталі машин».
Був членом державної екзаменаційної комісії по захисту бакалаврських робіт та магістерських дисертацій зі спеціальності «динаміка та міцність машин», також з 2004 року- членом комісій Київського політехнічного інституту — з прийому кандидатських екзаменів зі спеціальності «механіка деформівного твердого тіла», у складі Наукової ради «Механіка деформівного твердого тіла» при Відділенні механіки НАН України, також — Національного комітету України з теоретичної і прикладної механіки.
Як педагог підготував та консультував захист 5 кандидатів та 2 докторів наук.
Лауреат Державної премії України у галузі науки і техніки -«за цикл праць зі створення новітніх методів оцінки міцності та довговічності елементів конструкцій сучасної техніки і розробці на їх основі нормативних документів».
1987 року у видавництві «Наукова думка» вийшла праця «Механіка негнучкого деформування матеріалів та елементів конструкцій» — у співавторстві з Лебедєвим Анатолієм Олексійовичем та Уманським Сергієм Емануїловичем.